# Альберт (озеро, Австралия)
А́льберт (англ. Lake Albert, Yarli) — озеро в Австралии, располагается в юго-восточной части территории штата Южная Австралия. Через протоку на северо-западе сообщается с, находящимся севернее, озером Алегзандрина.
Озеро названо губернатором штата Южная Австралия Джорджем Гоулером в честь принца-консорта Альберта.
Площадь водной поверхности озера равняется 168 км².
Озеро Альберт является частью водно-болотных угодий «The Coorong, Lake Alexandrina & Albert Wetland», охраняемых Рамсарской конвенцией.